# Rachael Morrison
Rachael Morrison (Royal Oak, Míchigan, 2 de julio de 1987) es una atleta discapacitada estadounidense especializada en el lanzamiento de disco en la categoría F52. Es la campeona paralímpica de los Juegos Paralímpicos de Río de Janeiro 2016, además ganó el lanzamiento de disco en el Campeonato Mundial de 2015 y los Juegos Parapanamericanos de 2015.

## Vida personal
Estudió en la Universidad de Oakland y tocó el violonchelo al máximo nivel durante 13 años antes de que tuviera que dejarlo debido a su enfermedad.
En su tiempo libre, es voluntaria en los hospitales Shriners para niños.

## Carrera deportiva
En 2012, se encuentra paralizada por una rara enfermedad que daña su columna vertebral llamada mielitis transversa. Después de probar en el baloncesto en silla de ruedas y luego en el rugby en silla de ruedas, se dedicó al atletismo para discapacitados en 2014. Cuando compitió en los Campeonatos de Atletismo para Discapacitados de Estados Unidos, en ese año, un mes después de su debut en el atletismo para discapacitados, rompió el antiguo récord mundial de 13 años de la clase F52 de lanzamiento de martillo por 3 m. Al año siguiente, volvió a mejorar su récord con un lanzamiento de 12,86m y en junio de 2016 rompió la marca de 13m con un lanzamiento de 13,56m.

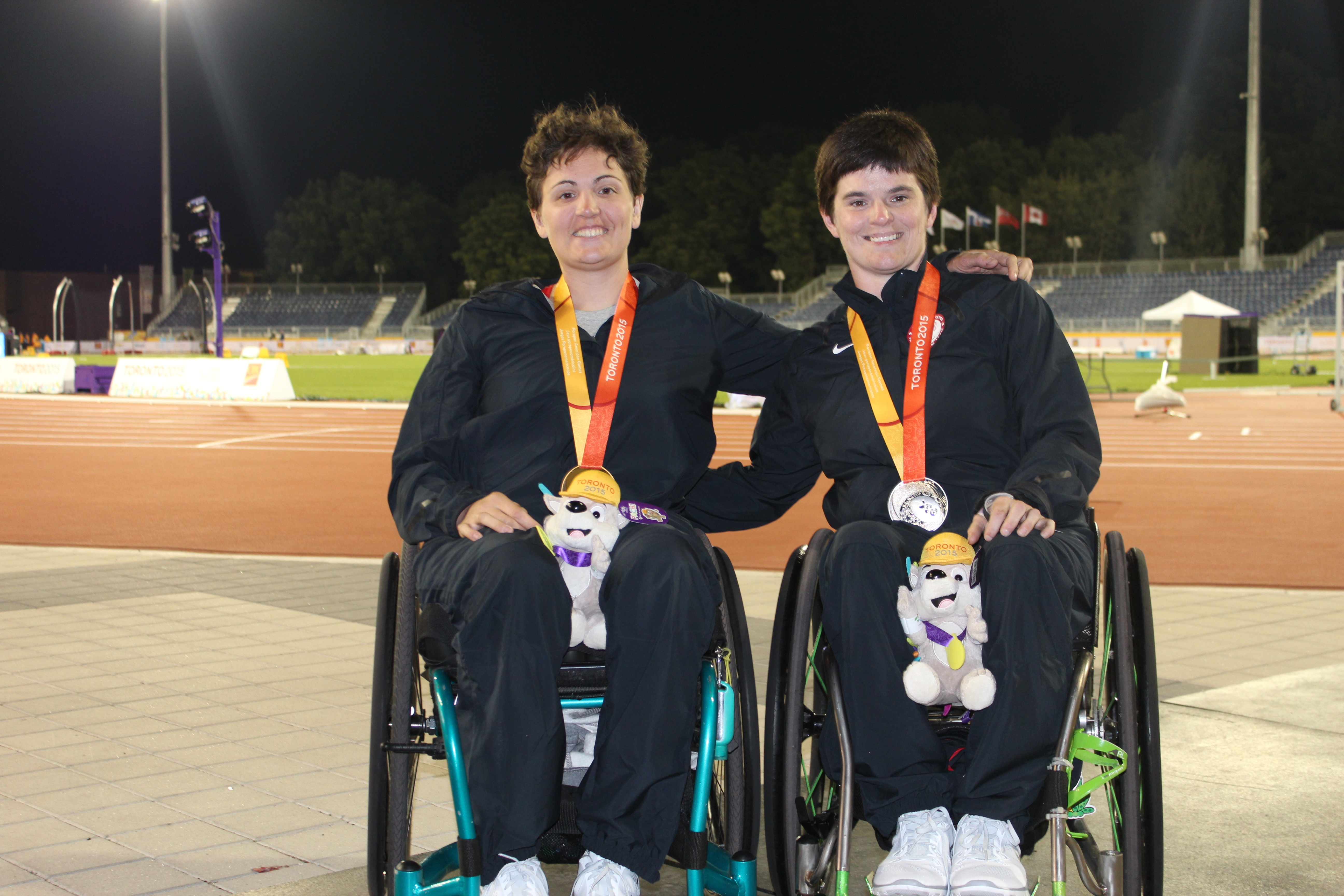
Rachel Morrison con Cassie Mitchell en 2015.

En su primera aparición en los Juegos Paralímpicos de Río de Janeiro 2016, ganó la medalla de oro en el lanzamiento de disco F52, rompiendo su propio récord mundial con una marca de 13,09 m, 24 cm más que su anterior récord mundial establecido en el Campeonato Mundial de Atletismo para Discapacitados de 2015 en Doha (18,85 m).
Al año siguiente, terminó 2ª y 3ª en lanzamiento de disco y club respectivamente en los Campeonatos Mundiales de Atletismo para Discapacitados de 2017 en Londres. Unas semanas antes, en el Gran Premio de Arizona, mejoró el récord mundial de Joanna Butterfield en 36 cm con un lanzamiento de 23,17 m.